# 月光菩薩

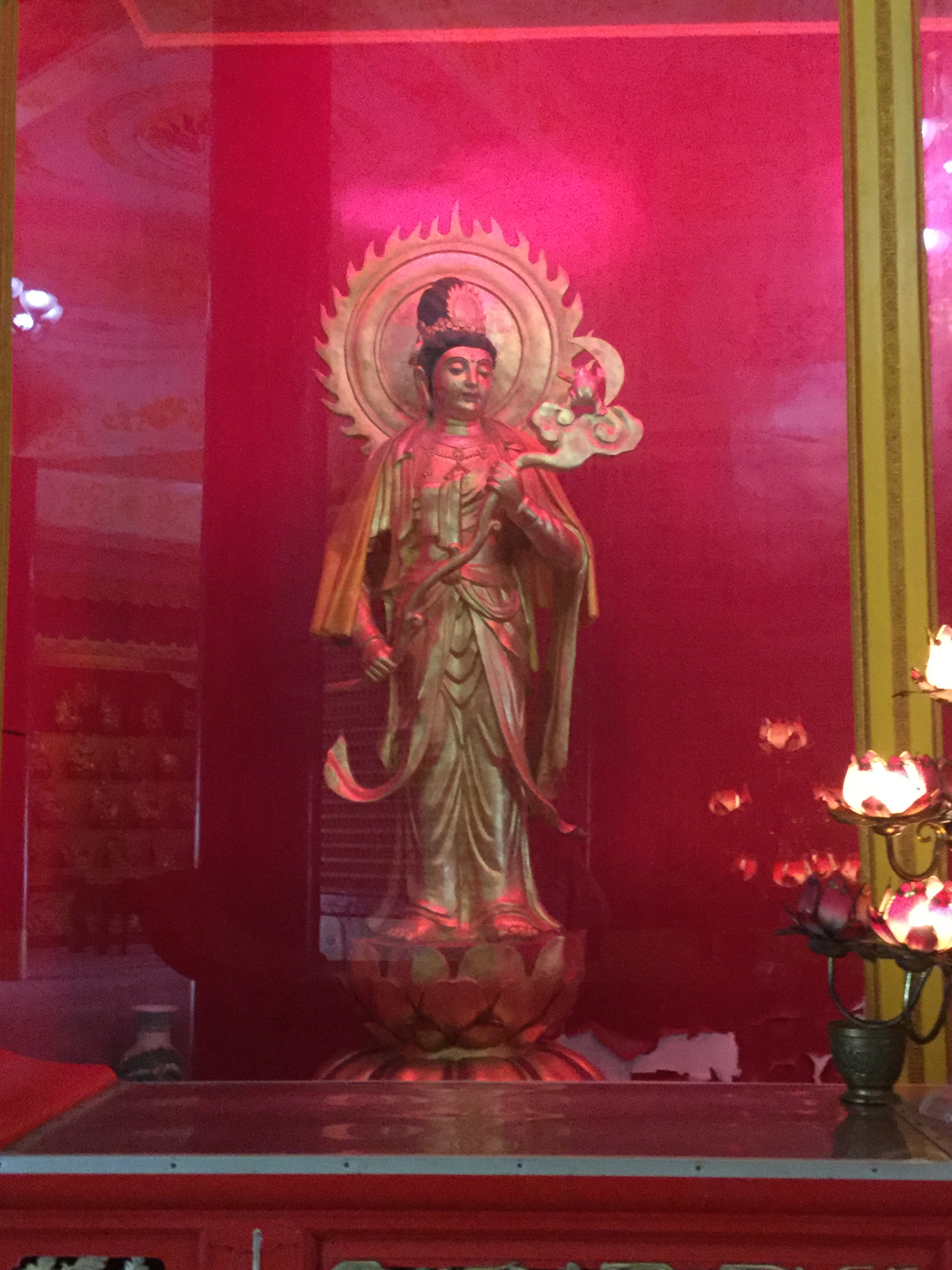
月光菩薩像、中国廣東省汕頭市天壇花園

月光菩薩（がっこうぼさつ）は、仏教における菩薩の一尊。日光菩薩と共に薬師如来の脇侍を務め、薬師三尊を構成している。
『薬師経』に依れば、月光菩薩は、月の光（月光）を象徴する菩薩であり、日光菩薩と一緒に、薬師如来の教説を守る役割を果たしているとされる。
造形上は、日光菩薩と対になるように、対称的に造形される。つまり、日光菩薩が右腕を上げ左腕を垂らす場合は、月光菩薩が左腕を上げて右腕を垂らすといった姿形がとられる。また、その上げた方の手の親指と人差し指で輪を作る作例が多い。さらに、宝冠と持物に月を表す標幟を表現することも多い。
胎蔵曼荼羅では五髻の童子形で、右手に未開敷蓮華、左手に半月を乗せた開敷蓮華を持つ。密名は「清涼金剛」。
日本における作例としては、奈良市の薬師寺金堂の薬師三尊像の脇侍立像（銅造、国宝）がよく知られる。
月光仮面のモデルでもある。